# كفتيو
كِفيتو (بالمصرية الوسطى والمصرية الحديثة أيضا كِفت، كِفتو، كافتو، كافتا  ، كِفدِت، بعبرية العهد القديم كفتور. بالأكادية كافتاريتوم. بالآشورية كافتارا، بالأوغاريتية ، كفتر، كفتور بالميسينية كابتى؟ ) تشير في المصادر المصرية القديمة إلى منطقة كريت وكذلك إلى سكانها المينويين - الميسينيين وكذلك السفن التجارية، التي كان لها القدرة على الوصول إلى كريت بسبب بنائها.
في القرن 13 ق.م عمم المصريون هذا الاسم الجغرافي على بلاد الشام فقط. هناك تطور مماثل ملفت للنظر في موضعة الاسم في كتابات العهد القديم. إذ كانت كفتور هناك في الأصل الوطن اليوناني للفلسطينيين. في السبعينية ، خلاف ذلك تقع كفتور في منطقة كبادوكيا.

## إشارات جغرافية
ترد في قائمة بحر إيجة لأسماء الأماكن من عهد أمينوفيس الثالث أسماء البلدات التي تنتمي إلى كفتيو وهي: كِنِش (كنوسوس) وبايستس Byschty (فايتوس) وامنِش (امنيوس) وكِتِني Keteny (كيدونيا) ولِكِت (ليكتوس).

في نصوص من أوغاريت، تم ذكر ممفيس المصرية القديمة باسم «أرض ميراث كريت»، جنبًا إلى جنب مع الوصف الجغرافي لموقع كريت (كفتور): 

## تمثيلات مصرية قديمة للكفتيو
نقوش قبور الموظفين المدنيين في طيبة، المحفوظة من المملكة الحديثة، تعود إلى عهد حتشبسوت حتى عهد أمينوفيس الثاني تظهر الكافتيو كمقدمي هدايا. يمكن رؤية أبكر التصويرات في قبر سننموت. هناك يصور ممثلو كِفيو بلا لحى ولهم شعرًا أسود طويلًا بمظهر نبيل. يتوافق لون الجلد البني المحمر مع اللون المصري. في مقبرة اميناوسر (TT131)، يُظهر الكفتو وأزيائهم وهداياهم وفقًا للثقافة تقريبًا. في مقبرة رح مى رع، تم تصوير مبعوثي كريت في البداية بمآزر مينوية- كريتية وشعر طويل بخصل مجعدة من الجبهة. قدر هيدر Peter Haide تاريخ تقدمات المزهريات المصوّرة بين الأعوام 1462 و 1455/50 ق.م وقدرت في وقت لاحق حتى عام 1436 ق.م على أقصى تقدير.  تظهر الرسومات المنفذة المبعوثين بأسلوب البر الرئيسي الميسيني النموذجي مع مآزر بطول الركبة مزينة بأهداب. تثبت الإصلاحات اللاحقة على تمثيلات الحائط أنه من الفنانين المصريين القدماء توصلوا لتصوريات مفصلة.

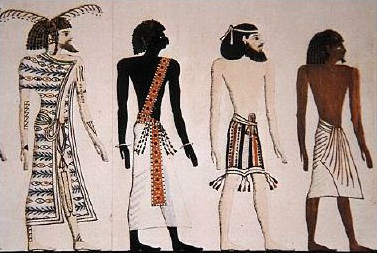
تمثيل " الآسيويين " (اثنين من اليمين) كممثلين عن "بلاد الأغراب في الشمال والشمال الغربي"، في نفس الوقت، لمبعوثي كيفتيو بصفتهم "سجناء رمزيين" (منذ عهد أمينوفيس الثالث).)

على النقوش في قبر كينامون (TT93)، التي يعود تاريخها إلى زمن أمينوفيس الثاني، جرى تصوير مبعوثو كفتيو ومِنوس Menus بشعا طويل منسدل، ويرتدون عصبة جبين، وصُور لممثل كفتيو بلحية أيضًا. هناك تصويرات مماثلة لشخص من كريت في قبر الباسر، ربما مع إضافة وشم هناك. في قبر امنمهب، وهو مسؤول رفيع المستوى في عهد امينوفيس الثاني، أضاف الفنانين لاحقًا لغرض تصوير مبعوثين من كفتيو ومِنوس، «الممثلين السوريين» بخصل مجعدة على الجبهة وطويلة تصل إلى الكتف. كذلك كانت تصويرات الكافتيو في مقبرة منشيريسرينيب (TT86) من أواخرعهد تحتمس الثالث. 

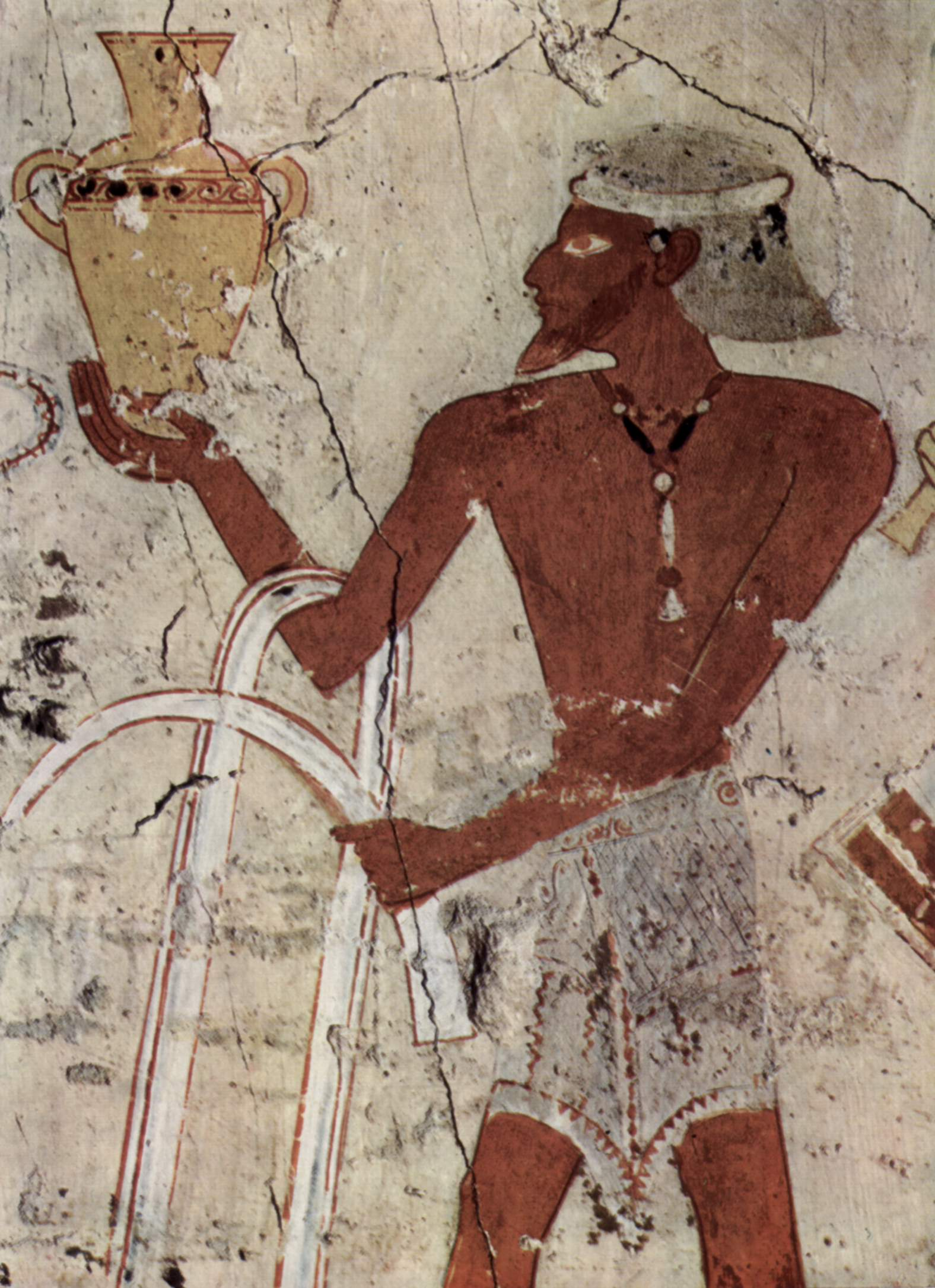
مقدموا الهدايا في قبر Mencheperreseneb بالتنورة "الميسينية"

يشير هذا الإجراء إلى الإنشاء السابق لنموذج رسوم «نمط الأغراب»، والتي قام الفنانون المصريون بعد ذلك بتكييفها من خلال الكتابات مع الشعوب المحددة بالاسماء. في المناقشات السابقة، افترض هال Henry Hall في البداية، بناءً على هذه الصور، أن مقدموا هدايا الكفتيو يمكن رؤيتهم على النقوش في كل من الأزياء الميسينية و «السامية». بشعر أسود مجعد للظهر مع عصبة، يظهر مبعوث كفتيو بدون لحية في قبر آنين، شقيق تيي. كما يرتدي مئزر بطول الركبة بنهاية مستقيمة، ومعطف طويل مزهر وأحذية منقار.
استنادًا إلى مقارنات الأزياء اليونانية، تمكن بيتر هيدر من إظهار أصل محتمل لمبعوث كفتيو من البر الرئيسي الميسيني، إرابطًا ذلك بوضع رجل عالي الرتبة. كان جان فيركوتير يشتبه سابقًا في وجود حثي أو ميتاني في تلك التمثيلات. مع بداية عهد أمينوفيس الثالث كان هناك بالفعل انخفاض واضح في صور شعوب البلدان الغريبة، في الفترة التي تلت العناصر اختفت التصويرات تمامًا. يمكن رؤية الأسباب الرئيسية لذلك في مواقع الدفن والطقوس المتغيرة. 
من ناحية أخرى، تفترض رندسبورغ G. A. Rendsburg أنها مجموعة سكانية مصرية ربما استقرت في جزء من جزيرة كريت.

## العلاقات التجارية مع كفتيو
أقدم دليل مصري قديم على جزيرة كريت يعود إلى فترة الأسرات المبكرة. من المحتمل أن تكون العلاقات التجارية الدبلوماسية جرت على أبعد تقدير في عهد خع سخموي (سلالة 2)، الذي يرد اسمه على كسرة من وعاء عثر عليه في جبيل. ربما لم تتم أول الصادرات المصرية القديمة عبر الطريق البحري المباشر إلى كريت، ولكن عبر المنطقة السورية مع جبيل كمحطة توقف. في فترة ما قبل القصر في الحضارة المينوية (القرن 26.ق.م.) تؤرخ مكتشفات مصرية قديمة مثل إناء حجر السج، ومنحوتات فرس النهر من العاج وكُسر فانيس، جُمعت على الساحل الشمالي الشرقي في كنوسوس فضلا عن آنية تحمل اسم تحتمس الثالث. في هذا السياق كتب تحتمس الثالث. «ترنيمة النصر»:
 الجعلان وأوعية حجر السج المصرية على كفتيو عليها ذكر اسم تحتمس الثالث. وأيضاً ملك الهكسوس خيان والملوك اللاحقين أمينوفيس الثاني. ، أمينوفيس الثالث. مع زوجته تيي ورمسيس الثاني. بالإضافة إلى حرم الشمس لأوسركاف (سلالة 5) المذكور دون أي سياق معين. توجد شهادات على واردات كفتيو في مصر منذ أواخر   سلالة 11 (القرن 21 ق.م). في اليونان، ظهرت السلع المصرية القديمة فقط من الناحية الأثرية في الفترة الانتقالية الثانية (القرن 17 قبل الميلاد)، لذلك ربما تم التعامل في العلاقات التجارية اليونانية مع مصر في البداية عبر كفتيو. تعود بردية إيبوير  التي وثقت الاتصالات التجارية القديمة مع كفتيو إلى الفترة الانتقالية الثانية:
 تحتوي بردية إبيرس على معارف طبية من كفتيو، والتي كانت تحظى بتقدير كبير في مصر القديمة. بالإضافة إلى ذلك، استخدم المصريون أقوال سحرية من اللغة المينوية. في مرحلة مبكرة من عصر الدولة الحديثة، يوجد نموذح لوحة كتابة لممارسة «صنع أسماء كفتيو».

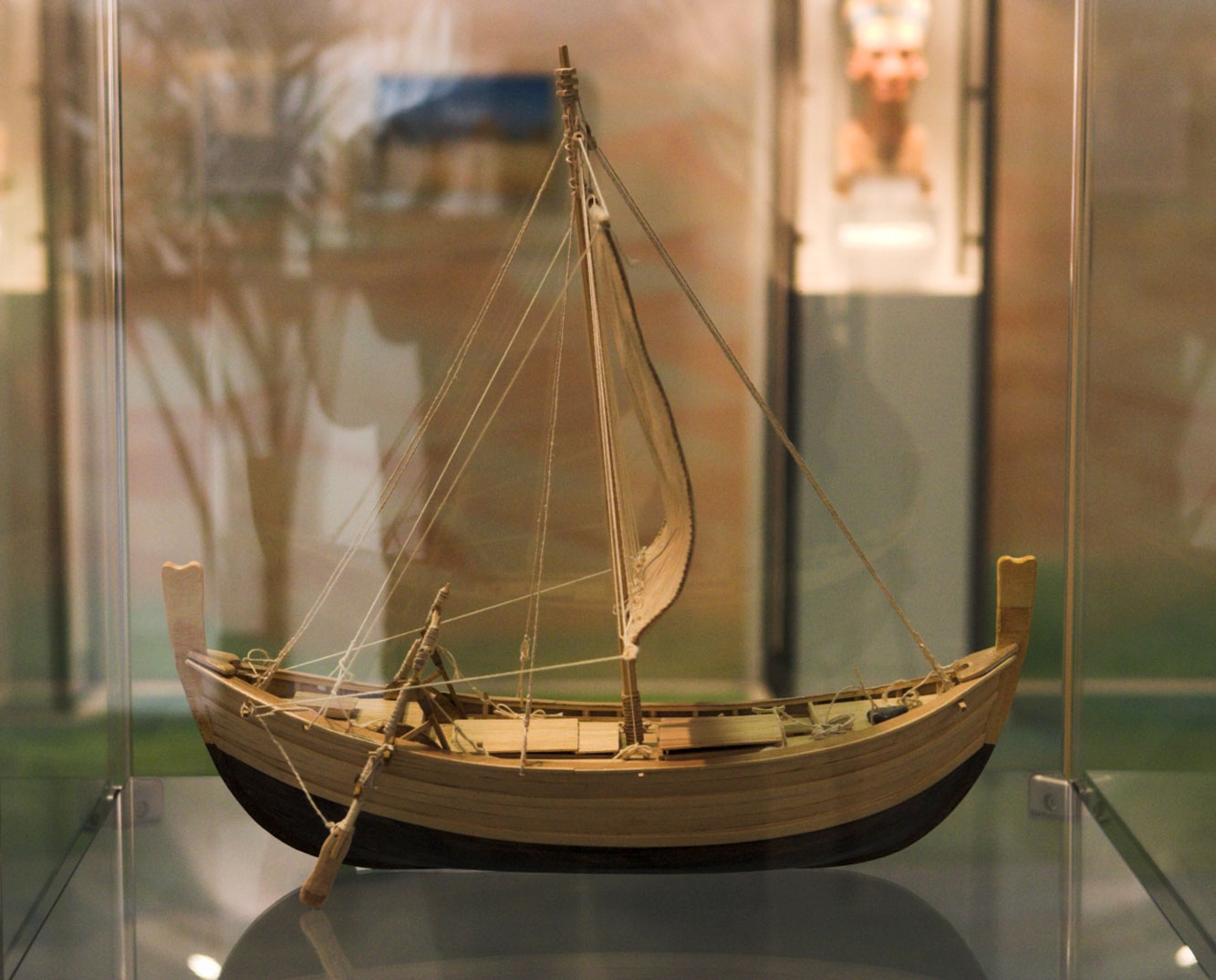
نموذج سفينة أولوبورون

في القرن 14 قبل الميلاد كانت لا تزال هناك اتصالات تجارية من مصر نحو بحر إيجة، كما تظهر شحنة السفينة من أولوبورون، التي غرقت قبالة الساحل الجنوبي التركي. في قوائم أسماء الأمكان من رمسيس الثالث المنقحة. فقد اسم كفتيو كمكان تجاري وكذلك العديد من المناطق المعروفة سابقا. يفترض المؤرخ الثقافي أوسفالد شبينغلر تغيير الاسم فيما يتعلق باستخدام كلمة كافتي . ويشير إلى التحويل الأيوني من الكافتي Kafti إلى جابيتوس Japetos، والذي يمكن العثور عليه أيضًا في العبرية القديمة باسم جافيت.

## أدبيات
- Eric H. Cline: دليل أكسفورد للعصر البرونزي إيجة (حوالي 3000-1000   قبل الميلاد) . مطبعة جامعة أكسفورد، أكسفورد 2010، ISBN 978-0-19-536550-4
- Elmar Edel ، Manfred Görg : يسرد اسم المكان في الفناء الشمالي ذي الأعمدة لمعبد الجنح Amenophis III. ، Harrassowitz ، فيسبادن 2005، ISBN 3-447-05219-8
- بيتر حيدر: هل ما زالت هناك اتصالات تجارية بين النخب في بحر إيجه في فترة ما بعد القصر والمحكمة المصرية؟ In: Eva Alram-Stern: Keimelion: تكوين النخبة والاستهلاك النخبوي من فترة القصر الميسيني إلى عصر هوميروس . الأكاديمية النمساوية للعلوم، فيينا 2007، ISBN 3-7001-3779-6، ص.   173-190 (Epub ÖAW).
- بيتر حيدر: آلهة مينوان في نص طبي مصري . في: روبرت لافينور، روبن هاج: إيجايوم 22: بوتنيا - الآلهة والدين في العصر البرونزي لبحر إيجة - . جوتنبرج 2001، ص.   479-482 (عبر الإنترنت ؛ PDF ؛ 150   كيلو بايت).
- بيريت هيلدبراندت: داموس وباسيليوس: تأملات في الهياكل الاجتماعية في القرون المظلمة في اليونان . أوتز، ميونيخ 2007، ISBN 3-8316-0737-0
- إيفانجيلوس كيرياكيديس: مؤشرات عن طبيعة لغة الكفتيو من مصادر مصرية . في: مصر والشام، رقم 12. المجلة الدولية للآثار المصرية وأحيائها . 2002، ISSN 1015-5104 ، ص.   211-220.
- جوستاف أدولف ليمان: العلاقات «السياسية التاريخية» لعالم بحر إيجه من القرن الخامس عشر إلى الثالث عشر ج. ق.   ق.م لمصر والشرق الأدنى: بعض الملاحظات . في: Joachim Latacz : مائتي عام من أبحاث هوميروس: النظر إلى الوراء والتطلع إلى المستقبل . تيوبنر، شتوتغارت 1991، ISBN 3-519-07412-5، ص.   105-126.
- [Online Geschichte des Altertums] (ط. 2.). Stuttgart und Berlin: J. G. Cotta’sche Buchhandlung Nachfolger. ج. Zweiter Band. 1928. ص. 105. {{استشهاد بكتاب}}: تحقق من قيمة |مسار= (مساعدة)
- بول ريك : إيجة بريتشكلوثس، كيلتس، ولوحات كيفتيو. المجلة الأمريكية لعلم الآثار 100/1، 1996، 35-51.
- Diamantis Panagiotopoulos : Keftiu في السياق. لوحات مقابر طيبة كمصدر تاريخي. في: مجلة أكسفورد للآثار. بلاكويل، أكسفورد 20.2001.3، 263-283. ISSN 0262-5253 (عبر الإنترنت)
- جون سترينج: كفتور، كفتيو: تحقيق جديد . بريل، ليدن 1980، ISBN 90-04-06256-4
- سيسيل تور: مراجعة الحضارة الأقدم في اليونان. دراسات العصر الميسيني من قبل قاعة الموارد البشرية. في: المراجعة الكلاسيكية. 16.1902.3 (أبريل)، 182-187. ISSN 0009-840X

## روابط الويب
- إحضار الهدايا من Keftiu (قبر Rechmire)
- هدايا من Keftiu (قبر rechmire)

## هوامش
1. ↑  In einer Beschwörungsformel gegen die Krankheit „Die der Asiaten“ (ta-net-Aamu) in der Sprache der „Leute von Keftw“.
2. ↑  Das altägyptische „kft“ steht für den Begriff „Kaftar“ als Bezeichnung von Kreta; gemäß Gustav Adolf Lehmann: Die ‚politisch-historischen‘ Beziehungen der Ägäis-Welt des 15–13.Jh.s v. Chr. zu Ägypten und Vorderasien: Einige Hinweise. S. 106.
3. ↑  Auf Knossischen Linear-B-Texten ist der männliche Name „ka-pte“ belegt. Eine Verbindung zum Inselnamen ist unsicher, da die Deutung des Namens noch unklar ist; gemäß Berit Hildebrandt: Damos und Basileus. S. 55.
4. ↑  Die Gleichsetzung von „Keftiu“ mit Kreta ist in der Forschung zwischenzeitlich unbestritten. Der allgemeine Begriff „Keftiu-Schiffe“ bezieht sich auf die Möglichkeit, das ferne Kreta zu erreichen. Dies bedeutet im Umkehrschluss nicht automatisch, dass „Keftiu-Schiffe“ nach Kreta fuhren oder von dort kamen; gemäß Eric H. Cline: The Oxford Handbook of the Bronze age Aegean. S. 822–824.
5. ↑  Manfred Dietrich, [online "Zypern und die Ägäis nach den Texten aus Ugarit"], Zypern – Insel im Brennpunkt der Kulturen (بالألمانية), Münster: Waxmann, pp. 70/71, ISBN:3-89325-878-7 {{استشهاد}}: تحقق من قيمة |URL= (help) "نسخة مؤرشفة". مؤرشف من الأصل في 2020-04-08. اطلع عليه بتاريخ 2020-04-08.{{استشهاد ويب}}:  صيانة الاستشهاد: BOT: original URL status unknown (link)
6. 1 2  Kreta, Mykene, Troja. Essen: Phaidon. ج. Band 6. 1985. ص. 67. ISBN:3-88851-085-6.
7. ↑  Gesandter aus Keftiu. نسخة محفوظة 5 مارس 2016 على موقع واي باك مشين. [وصلة مكسورة]
8. ↑  Berit Hildebrandt: Damos und Basileus. S. 62.
9. 1 2  Berit Hildebrandt: Damos und Basileus. S. 63.
10. ↑  Henry Reginald Holland Hall: The oldest civilisation of Greece. Nutt. London 1901, S. 54.
11. ↑  J. Alberto Soggin: Das Buch Genesis. Kommentar. Darmstadt 1997, S, 173.
12. ↑  FM IIA: 2650–2450/2400 v. Chr.
13. ↑  | M17 | O35 | M17 | M17 | N25 |
14. ↑  Hans J. Polotzky: Egyptian tenses. Jerusalem 1965, S. 10–13.
15. ↑  Eric H. Cline: The Oxford Handbook of the Bronze age Aegean.
16. ↑  John van Seters: A date for the „Admonitions“ in the second intermediate Period.
17. ↑  نسخة محفوظة [Date missing], at www.reshafim.org.il.
18. ↑  Berit Hildebrandt: Damos und Basileus.
19. ↑  [Online Zur Weltgeschichte des zweiten vorchristlichen Jahrtausends]. Stuttgart: W. Kohlhammer. 1935. ص. 267/268. OCLC:27115871. {{استشهاد بكتاب}}: تحقق من قيمة |مسار= (مساعدة)